# Коломийка (річка)
Коломийка — річка  в Україні, у  Коломийському районі Івано-Франківської області, ліва притока Пруту  (басейн Дунаю).

## Опис
Довжина річки 21 км., похил річки — 5,0 м/км. Формується з багатьох безіменних струмків.  Площа басейну 25,2км².

## Розташування
Бере  початок на північному сході від Товмачика. Тече переважно на південний схід через село Раківчик і у м. Коломия впадає у річку Прут, ліву притоку Дунаю.